# A1-es autópálya (Horvátország)
Az A1 autópálya (horvátul: Autocesta A1) délkelet felé haladva köti össze Zágrábot Dubrovnikkal. Leggyakrabban Zágráb-Dubrovnik autópályaként említik, de nem ez a hivatalos elnevezése. Az autópályán útdíjat kell fizetni, kivéve a zágrábi körgyűrűhöz tartozó részét az északi végén.

## Története

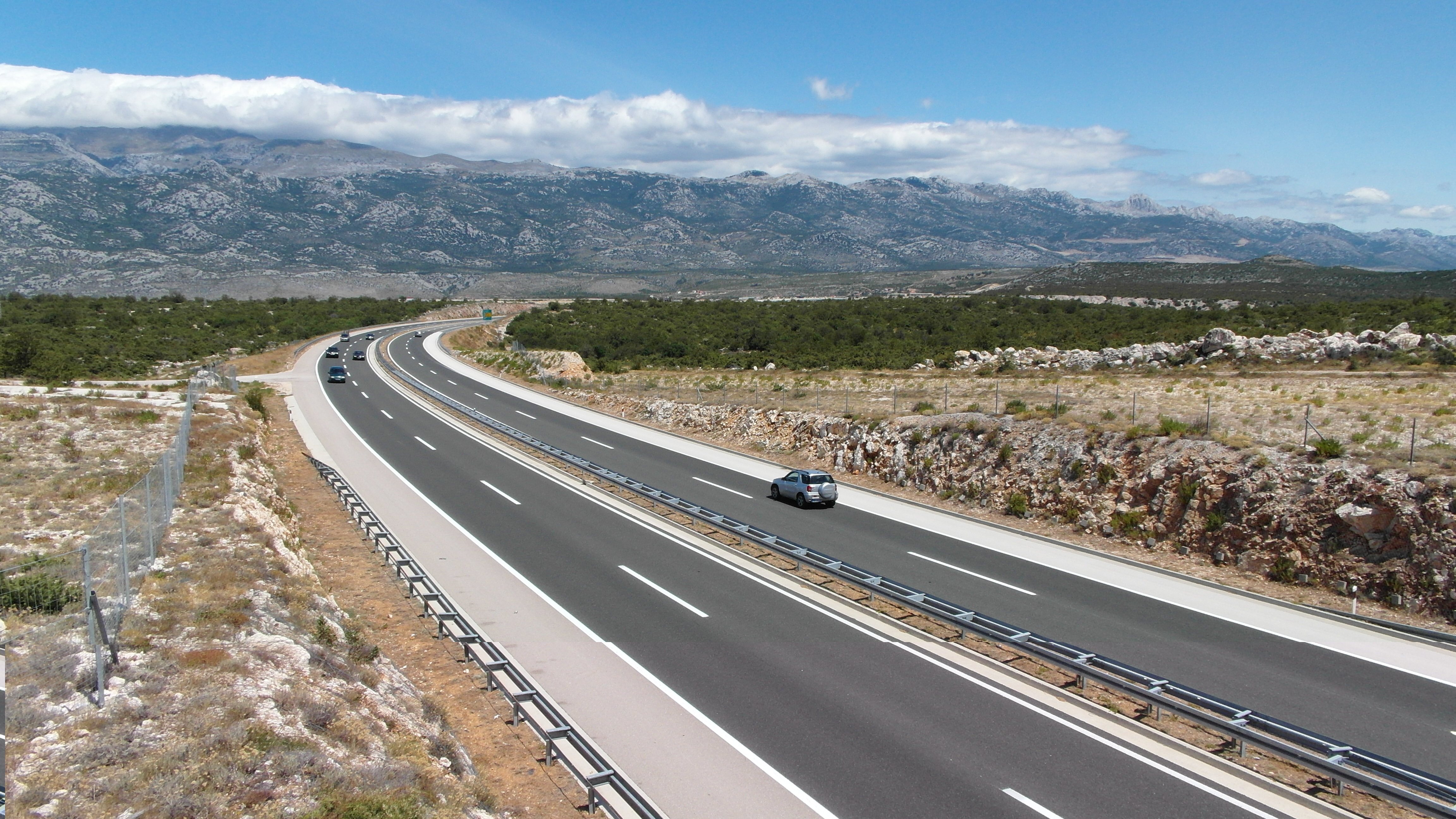
Az autópálya Maslenica közelében

Horvátország függetlenedését követően a mai A3-as autópálya helyett az A1-es autópálya tölti be immár az ország legfontosabb közlekedési tengelyét, mivel a hosszan elnyúló tengerpart és kikötővárosok: Zára, Split és Dubrovnik szárazföldi összekötését is biztosítja.
A kiépítés a horvát tavasz időszakának politikai és erőviszonyait és annak leverésének következményeit jól tükrözi. Az 1970-es években a horvát törekvések átmeneti megerősödésével célja volt a vezetésnek, hogy Zágrábot és a tengerpartot autópályával kösse össze. A Jugoszlávián belüli konfliktus, azaz a horvát tavasz leverésével és a zágrábi vezetés háttérbe szorításával, valamint a Belgrád vezetés megerősödésével az építkezéseket évtizedekre leállították. Az elkészült pálya a délszláv háború végéig is csak Károlyvárosig megépült kis szakaszon tartott.
Az építkezés 1970-ben indult. A majd 40 km-es útpályán a gyors kivitelezés érdekében egyetlen csomópont létesült. Átadására 1972-ben került sor, majd a folytatását tervezték, azonban arra már sosem került sor a jugoszláv érában.
A szerb-horvát háborúban a frontvonal 1995-ben alig öt kilométerre húzódott Károlyvárostól és súlyos támadások is érték. Az autópálya biztosította 40 km-re lévő fővárosból a horvát területek kiszolgálását.
Az építkezéseket a független Horvátország folytatta 1999-ben az eredeti célok szerint a tengerpart irányába. A 2001-ben elkészült útszakasz magába foglalja a Drežnik viadukt 2485 m hosszú műtárgyát is.
2008 decemberében Ravčaig átadták a forgalomnak az utat.
2013. december 20-án átadásra került az autópálya újabb déli szakasza és az A10-es autópálya Bosznia-Hercegovina felé menő 7,5 km-es ágának csatlakozása Ploce csomóponttól. Az ipszilonban elágazó A1-es sztráda 16,1 kilométeres szakasza az eddigi déli végponttól, Vrgoractól Ploce csomópontján keresztül Karamatićiig tart, Dubrovnik felé közelítve. A hegyvidéki terepen haladó sztrádaszakaszon hét viadukt, két-két felüljáró és aluljáró, valamint négy alagút épült, a beruházás 1,7 milliárd kuna (mintegy 66,5 milliárd forint) költséggel készült el.
| Építés éve               | Szakasz                          | Hossza                         | Átadás                         | Összes hossz |
| ------------------------ | -------------------------------- | ------------------------------ | ------------------------------ | ------------ |
| 1970                     | Az építési munkák kezdete        | Az építési munkák kezdete      | Az építési munkák kezdete      | 00,000 km    |
| 1970 – 1972              | Zágráb – Károlyváros             | 039,280 km                     |                                | 039,280 km   |
| 1999 – 2001              | Karlovac – Vukova Gorica         | 018,160 km                     |                                | 057,440 km   |
|                          | Elkészült 1972 – 2001. között    | Elkészült 1972 – 2001. között  | Elkészült 1972 – 2001. között  | 057,440 km   |
| 2001 – 2003              | Vukova Gorica – Bosiljevo 2      | 07,810 km                      | 2003. június 26.               | 065,250 km   |
| 2001 – 2003              | Bosiljevo 2 – Mala Kapela-alagút | 039,289 km                     | 2003. június 30.               | 104,539 km   |
| 20011– 2003              | Gornja Ploča – Zára 2            | 054,422 km                     | 2003. június 30.               | 158,961 km   |
|                          | Elkészült 2001 – 2003. között    | Elkészült 2001 – 2003. között  | Elkészült 2001 – 2003. között  | 101,521 km   |
| 2002 – 2004              | Mala Kapela alagút– Gornja Ploča | 100,873 km                     | 2004. július 15-24.            | 259,834 km   |
| 2002 – 2004              | Zadar 2 – Pirovac                | 037,010 km                     | 2004. június 30.               | 296,844 km   |
| 2002 – 2004              | Vrpolje – Dugopolje              | 044,743 km                     | 2004. június 30.               | 341,587 km   |
| 2001 – 2005              | Mala Kapela-alagút               | 05,250 km                      | 2005. június 26.               | 346,837 km   |
| 2002 – 2005              | Pirovac – Vrpolje                | 033,511 km                     | 2005. június 26.               | 380,348 km   |
|                          | Elkészült 2004 – 2005. között    | Elkészült 2004 – 2005. között  | Elkészült 2004 – 2005. között  | 221,387 km   |
| 2005 – 2007              | Dugopolje – Šestanovac           | 036,872 km                     | 2007. június 27.               | 417,220 km   |
|                          | Elkészült 2006 – 2007. között    | Elkészült 2006 – 2007. között  | Elkészült 2006 – 2007. között  | 036,872 km   |
| 2006 – 2008              | Šestanovac – Ravča               | 040,270 km                     | 2008. december 22.             | 457,490 km   |
|                          | Elkészült 2008-ban               | Elkészült 2008-ban             | Elkészült 2008-ban             | 040,270 km   |
| 2008 – 2011              | Ravca – Vrgorac                  | 010,330 km                     | 2011. június 30.               | 468,500 km   |
|                          | Elkészült 2013. december 20-án   | Elkészült 2013. december 20-án | Elkészült 2013. december 20-án | '016,100 km  |
| 2007. október 24. – 2013 | Vrgorac – Karamatići             | 16,100 km                      | 2013. december 20.             | 484,600 km   |

A Sveti Rok-alagút és a Maslenica-híd már 1993-ban elkészült. A Mala Kapela-alagút és Gornja Ploča közötti 101 km-es szakasz átadása volt a legnagyobb autópálya szakasz avatás, amit valaha Horvátországban egy napon forgalomba helyeztek.

## Tervezett folytatása
A jelenlegi tervek szerint az A1-es autópálya vezetne Dubrovnikon át Montenegróba. A szakasz tervei azonban még nem ismeretesek. Az úthálózat része a Triesztből induló Görögországig tartó Adriai-Jón autópályának (horvátul: Jadransko-jonska Autocesta).
A további déli folytatásának a legnagyobb kihívása a Bosznia-Hercegovina Neum várost érintő (5–6 km-es) korridor út vagy a bosnyák tengerpartot a Pelješac-félszigeten át elkerülő Pelješac híd építését jelentő, de végig horvát felségterületen haladó autópálya kialakítása.
A korridor út szerint Opuzen után az autópálya nem Pelješac, hanem Bosznia felé fordulna, és egy 30 kilométeres szakasz után csatlakozna be a Dubrovnikhoz vezető 8-as útba. Ebből 5,5 kilométernyi rész boszniai területen haladna, amelyet a horvátok biztosítanának kerítésekkel és biztonsági kamerákkal. 2012-ben megkezdődtek a puhatolózó tárgyalások a horvát és a boszniai közlekedési miniszter között, egy esetleges Bosznián átvezető útvonalról. Bosznia természetesen támogatja a főleg horvát vagy uniós pénzekből megépítendő autópályát vagy kétszer kétsávos autóutat, hiszen ehhez csatlakozhat később, és a horvátok nem építenék így meg a tengeri kijáratot többé-kevésbé eltorlaszoló hídjukat.
A másik terv szerinti Pelješac híd építése 2007-ben elkezdődött a földmunkákkal, majd le is állt, ugyanis a mai napig nincsenek konkrét tervek és források a folytatásra. A költségeket összesen 2 milliárd kunára (kb. 78 milliárd forint) becsülték. Az új kormány azonban 2012-ben és korábban ellenzékben sem támogatta e a gigaberuházást, főleg a hatalmas költségei miatt. Korábban felmerült, hogy híd helyett kompokkal kellene az autókat átszállítani a félszigetre, vagy inkább alagutat kellene fúrni. Ezzel a megoldással a tengerparti Neum települése járna a legrosszabbul, hiszen az átutazó turizmus megszűnne. Ugyanakkor az ország európai uniós tagságával és majdani schengeni egyezményhez való csatlakozásával a biztonsági kérdéseket is meg kell oldani.
A középtávú alternatívák szerint tranzit autópálya épülhetne a Neum folyosón. A Pelješac híd építését az EU vehetné át és a 75 százalékát finanszírozhatná. Azt megerősítették, hogy az Európai Bizottság előzetes megvalósíthatósági tanulmánya szerint a két változat a híd, a bekötő utak és az út között a Peljesac-félszigeten átvezető útvonal kapta a legtöbb szavazatot a számos lehetőség közül.
2013-ban újabb késedelem tárgyalásokat követően az Európai Bizottság javaslata volt, hogy a Marco Polo II.program (célja: a közútról környezetbarátabb szállítási módok felé terelje a fuvarozást)szerint tengeren úszó híd épüljön (norvég és Seattle példák alapján), amelynek építése költsége több mint 60 millió euró lenne és mindössze kilenc hónap alatt elkészülhetne. Középen a hajóforgalom számára felnyitható résszel. A költségeket koncesszió alapján magánbefektetők állhatnák.

## Európai útszámozás
| Szám | Útvonal                                      |
| ---- | -------------------------------------------- |
|      | Zágráb (Čvor Lučko) - Bosiljevo              |
|      | Zágráb (Čvor Lučko) - Split (Čvor Dugopolje) |

## Műtárgyak
Horvátország leghosszabb alagútja a Mala Kapela alagút, amely Zágráb és Split között található az autópályán.
A változó domborzati viszonyok következtében a kivitelezés elé komoly kihívást támasztott a sok mélyépítési szerkezetek, amely az útpálya 10,8%-t kiteszik. A csak a Zágrábtól Ploceig tartó 460 km-es szakasz 23,9 km-e alagutakban, míg
25,6 km hosszan hidakon halad.  Az 1000 m-nél hosszabb műtrágyak:
- Drežnik Viadukt a Kulpa folyó felett, egyben a 2485 m-es híd a leghosszabb híd Horvátországban;
- Mala Kapela alagút- 5.761 m / 5801 m, a leghosszabb alagút a Horvátországban;
- Brinje alagút 1.540  / 1561 m;
- Plasina alagút 2.300  / 2300 m;
- GRIC alagút 1244 m / 1.244 m;
- Sveti Rok alagút 5.679 m / 5727 m (a második leghosszabb alagútja Horvátországnak);
- Konjsko alagút 1.198 m / 1198 m.

Az alagutak mindkét irányba haladó pályával elkészültek.
Az útvonalon található a Krka folyó felett átívelő Krka híd.

## Díjfizetés
A Popovec és Zágráb közötti szakaszon díjmentesen használható. Az autópályán a mai elvárásokhoz képest rendkívül elavult, sorompós díjfizetési rendszer működik.
Az A1-es autópálya Zágrábtól Dubrovnik irányába az új szakasszal együtt 484 kilométer hosszú, díja a személygépkocsik számára 228 horvát kuna (8900 forint). A Bosznia-Hercegovina felé tartóknak az új, A10 jelű szakaszon Zágrábtól a határig 229 kunát (8960 forintot) kell fizetniük.

## Fordítás
- Ez a szócikk részben vagy egészben  az   Autocesta A1 című német Wikipédia-szócikk fordításán alapul.  Az eredeti cikk szerkesztőit annak laptörténete sorolja fel. Ez a jelzés csupán a megfogalmazás eredetét és a szerzői jogokat jelzi, nem szolgál a cikkben szereplő információk forrásmegjelöléseként.